# Hasta pura
Die Hasta pura („reine Lanze“), auch hasta donatica („Ehrenlanze“) genannt, war eine der ersten bekannten Auszeichnungen des römischen Militärs an seine Soldaten. Es handelte sich dabei um einen Speer, anfangs vermutlich aus Holz ohne Metallspitze, den man sich ursprünglich (in der frühen und mittleren Republik) verdiente, wenn man einen Feind außerhalb des befohlenen Kampfes tötete. In der Zeit des Prinzipats konnte die Spitze der Hasta auch aus Silber oder Gold gefertigt sein, und die Auszeichnung wurde aufgrund unterschiedlicher Anlässe (nicht immer militärische) verliehen.
Schon in spätrepublikanischer Zeit wurde die Hasta pura in der Regel nur höheren Offiziersrängen (vom Primus Pilus aufwärts) verliehen. In der Zeit zuvor konnte sie auch ein einfacher Soldat erhalten. In der Zeit seit dem Kaiser Claudius wird sie das typische Zeichen der Militärdienste leistenden Ritterschaft. Nach 217 n. Chr. verschwindet die Hasta aus den Inschriftenquellen.